# Jasper De Buyst
Jasper De Buyst (Asse, 24 de novembro de 1993) é um desportista belga que compete em ciclismo na modalidade de pista, especialista na prova de madison; ainda que também disputa carreiras de estrada, pertencendo à equipa Lotto Soudal desde 2015.
Tem ganhado uma medalha de bronze no Campeonato Mundial de Ciclismo em Pista de 2015, na prova de madison.

## Medalheiro internacional
| Campeonato Mundial | Campeonato Mundial      | Campeonato Mundial | Campeonato Mundial |
| Ano                | Lugar                   | Medalha            | Competição         |
| ------------------ | ----------------------- | ------------------ | ------------------ |
| 2015               | Saint-Quentin ( França) | Medalha de bronze  | Madison            |

## Palmarés

### Estrada
2017
- Flecha de Heist
- 1 etapa do Tour de Valonia
- Grande Prêmio da Villa de Zottegem
- Binche-Chimay-Binche

### Pista
2012
- 2º no Campeonato da Europa de Madison Sub23 (com Gijs Van Hoecke)
- 3º no Campeonato da Europa de Perseguição por equipas Sub23 (com Gijs Van Hoecke, Moreno De Pauw e Joris Cornet)

2013
- Campeonato da Europa de Omnium Sub23
- Seis dias de Grenoble (com Iljo Keisse)

2014
- Campeão da Bélgica em madison (com Iljo Keisse)
- Campeão da Bélgica em pontuação
- Copa do Mundo de Manchester (Reino Undo) em Omnium
- 2º no Campeonato da Europa de Madison Sub23 (com Otto Vergaerde)
- 3º no Campeonato da Europa de Pontuação Sub23
- Seis dias de Gante (com Kenny De Ketele)

2015
- 3º no Campeonato do Mundo em Madison  (fazendo par com Otto Vergaerde)
- Campeão da Bélgica em madison (com Kenny De Ketele)

2018
- Seis dias de Bremen (com Iljo Keisse)

## Resultados nas grandes voltas
| Carreira           | 2012 | 2013 | 2014 | 2015 | 2016 | 2017 | 2018 | 2019 |
| ------------------ | ---- | ---- | ---- | ---- | ---- | ---- | ---- | ---- |
| Giro d'Italia      | -    | -    | -    | -    | -    | Ab.  | -    |      |
| Tour de France     | -    | -    | -    | -    | -    | -    | 142º | -    |
| Volta a Espanha    | -    | -    | -    | 126º | -    | -    | -    | -    |
| Mundial em Estrada | -    | -    | -    | -    | -    | -    | -    | -    |

-: não participa

Ab.: abandono